# Були Бойс
Bully Boys е американска музикална група в стил хардкор пънк / ой! от град Орландо, Флорида. Тя е активна в периода 1983 – 2013 година. Основана е от Скот Лесиг и китаристът Ръсти Примроуз през ноември 1983 година. Дискографията им е издавана от Nordland, Panzerfaust Records, PC Records, Rage Records, и други.
Групата е тясно свързана с международната бяла сепаратистка група – „Hammerskin Nation“, известна преди като „Confederate Hammerskins“.

## Дискография
Дискографията на Bully Boys включва студийни албуми, компилации и видео албуми.

### Студийни албуми
| Година на издаване | Заглавие (Формат)                                               | Музикален издател                 | Каталожен номер | Страна                     |
| 1994               | Bully Boys / Division S ‎(CD, Album), съвместно с Division S     | Nordland                          | 88CD 002        | Швеция                     |
| 1999               | White Kid's Gonna Fight ‎(CD, Album)                             | Panzerfaust Records               |                 | Съединени американски щати |
| 2003               | Anthems With An Attitude ‎(CD, Album), съвместно с Brutal Attack | Panzerfaust Records               |                 | Съединени американски щати |
| 2007               | Hard Times, Hard Measures ‎(CD, Album)                           | PC Records                        |                 | Германия                   |
| 2009               | Be Careful What You Wish For... ‎(CD, Album)                     | PC Records                        | PC09            | Германия                   |
| 2013               | From Amerika With Love (CD, Album, Num)                         | Nation & Wissen, BBBB Productions |                 | Съединени американски щати |

### Компилации
| Година на издаване | Заглавие (Формат)                                 | Музикален издател   | Каталожен номер | Страна                     |
| 1999               | Best Of The Bully Boys 1984 – 1999 ‎(CD, Comp, RP) | Panzerfaust Records |                 | Съединени американски щати |

### Видео албуми
| Година на издаване | Заглавие (Формат)                                                               | Музикален издател | Каталожен номер | Страна  |
| 2008               | На живо в Австралия '04 ISD Memorial Gig (DVD, DVD-Video), съвместно с Fortress | Rage Records      | RR-07           | Франция |